# Pesadilla (canción de Little Jesus)
«Pesadilla» es una canción grabada por la banda mexicana de indie rock Little Jesus.  La canción fue escrita por el vocalista del grupo, Santiago Casillas, quien también se encargo de producirla. Se lanzó el 5 de diciembre de 2013 como el primer track de su primer álbum de estudio Norte.

## Video musical
No se lanzó ningún vídeo musical oficial para «Pesadilla» pero sí un video con el audio de la canción publicado el 17 de junio de 2021 en la plataforma digital YouTube. Ha recibido más de 300, 000 mil vistas desde su publicación.

## Lista de canciones

### Descarga digital
| Pesadilla — Single |             |          |  |
| N.º                | Título      | Duración |  |
| 1.                 | «Pesadilla» | 4:56     |  |